# ليفي كيسي (منافس ألعاب قوى)
ليفي كيسي (بالإنجليزية: Levi Casey)‏ هو منافس ألعاب قوى أمريكي، ولد في 19 أكتوبر 1904 في فيينا في الولايات المتحدة، وتوفي في 1 أبريل 1983 في كوستا ميسا في الولايات المتحدة.

## وصلات خارجية
- ليفي كيسي على موقع اللجنة الأولمبية الدولية (الإنجليزية)
- ليفي كيسي على موقع أوليمبيديا (الإنجليزية)